# Анния Аврелия Фадилла
Фадилла (Анния Аврелия Фадилла) (лат. Annia Aurelia Fadilla, ок. 159 — после 211) — дочь императора Марка Аврелия, сестра императора Коммода.

## Биография
Фадилла родилась около 159 года в семье Марка Аврелия и Фаустины Младшей. Позже вышла замуж за консула и племянника Луция Вера, Марка Педуцея Плавтия Квинтилла. В браке родилось двое детей: Плавтий Квинтилл и Плавтия Сервилла.
После смерти Марка Аврелия, и прихода к власти Коммода, вместе с семьёй жила в частном дворце на Капитолии. Позже в правление Гелиогабала этот дворец будет подарен его матери в качестве резиденции. Её муж стал советником брата-императора.
Согласно Геродиану, Фадилла сильно повлияла на падение Клеандра. Она смогла с помощью своей сестры раскрыть заговор против Коммода в 189 году.